# صاریغ باریک‌اندام دریاد
صاریغ باریک‌اندام دریاد (نام علمی: Gracilinanus dryas) نام یک گونه از سرده صاریغ‌های باریک‌اندام است.